# Vescomtat d'Avranches
El vescomtat d'Avranches es va constituir el segle x. El cavaller normand Hrolf (Rolló) fill del normand Hrollager i net de Rongwald Eisteinsson senyor de More, que vivia cap al 920, fou el pare d'Ansfred el danès que va rebre el territori d'Hiesmer i se'n va titular comte; el fill d'aquest Ansfred de Goz es titulava vescomte de Hiesmer i va morir cap al 1035. El seu fill Tustein fou el primer vescomte d'Avranches (i d'Hiesmer) i va morir vers el 1041. El fill de Tustein, Ricard de Goz, va portar el títol de vescomte d'Avranches i va morir vers el 1082 i la successió va recaure en el fill Hug que el 1071 havia estat nomenat Earl (comte) de Chester a Anglaterra, el qual va morir vers els 1107, any en què el va succeir el seu fill Ricard II, que va morir als 26 anys (el 1120) en un naufragi i no va deixar fills, per la qual cosa la successió va anar a parar a la germana d'Hug, Margarida casada amb Ranulf (I) de Meschines. Ranulf I va ser comte de Chester, vescomte d'Avranches i va rebre l'honor d'Appleby i la ciutat (no el comtat) de Carlisle, arribant a ser un gran terratinent pel seu matrimoni amb l'anomenada comtessa Lucy (Llúcia), germana de Turold sheriff de Lincoln i filla probablement de Guillem Malet, senyor de Graville. Va morir el 1129 i el va succeir el seu fill Ranulf II (Ranulf de Gernon) que va morir el 1153 deixant un fill menor d'edat, Hug de Kevelioc, cinquè comte de Chester (tercer de la branca) i vescomte d'Avranches, que el 1173 es va unir a la revolta dels barons contra el rei Enric II d'Anglaterra i després de la batalla d'Alnwick fou fet presoner i encarcerat, però alliberat més tard i restaurat com a comte de Chester (no havia perdut Avranches) el 1177. Es va casar vers 1069 amb Bertrada de Montfort, germana de Simó III de Montfort, i a la seva mort el 30 de juny de 1181 el va succeir el seu fill gran Ranulf III de Meschines, sisè comte de Chester. A la seva mort el 1232, el rei de França va decidir que el vescomtat, que era part de Normandia (la qual havia passat a França el 1204) s'incorporés als seus dominis; la ciutat d'Avranches fou declarada ciutat reial i el vescomtat va ser unit a la corona el 1236.

## Llista de vescomtes
- Rolló, senyor c. 920-?
- Ansfred I el danès ?-980 (comte d'Hiesmer)
- Ansfred II de Goz c. 980-1035 (vescomte d'Hiesmer i Avranches)
- Tustein c. 1035-1041
- Ricard I de Goz 1040-1082
- Hug I de Goz 1080-1107
- Ricard II de Goz 1107-1120
- Margarida 1120-1129
- Ranulf I de Meschines 1120-1129
- Ranulf II de Gernon 1129-1153
- Hug II de Kevelioc 1153-1181
- Ranulf III de Meschines 1181-1232
- Margarida (germana) 1232-1233 (nominal)
- herència disputada 1233-1236
- A la corona francesa 1236